# Plateau du Coscione et massif de l'Incudine
Plateau du Coscione et massif de l'Incudine este o arie protejată (sit de importanță comunitară — SCI) din Franța întinsă pe o suprafață de 11.228 ha, integral pe uscat.

## Localizare
Centrul sitului Plateau du Coscione et massif de l'Incudine este situat la coordonatele 41°51′04″N 9°11′36″E / 41.85111°N 9.19333°E.

## Înființare
Situl Plateau du Coscione et massif de l'Incudine a fost declarat arie specială de conservare în baza directivei 92/43 din 1992 referitoare la conservarea habitatelor naturale și a faunei și florei sălbatice pentru a proteja 4 specii de plante și 12 specii de animale.

## Biodiversitate
Situată în ecoregiunea mediteraneană, aria protejată conține 10 habitate naturale: Lande oro-mediteraneene cu formațiuni endemice de grozamă, Păduri de Quercus ilex și Quercus rotundifolia, Pante stâncoase silicioase cu vegetație casmofită, Păduri de pin (sub-) mediteraneene cu pini negri endemici, Pajiști alpine și subalpine calcaroase, Grohotișuri silicioase de la nivelul montan până la nivelul zăpezii (Androsacetalia alpinae și Galeopsietalia ladani), Păduri de pin mediteraneene cu pini mezogeni endemici, Pante stâncoase calcaroase cu vegetație casmofită, Ape stătătoare oligotrofe până la mezotrofe, cu vegetație de Littorelletea uniflorae și/sau de Isoëto-Nanojuncetea, Cursuri de apă de la nivel de câmpie la nivel montan, cu vegetație Ranunculion fluitantis și Callitricho-Batrachion.
La baza desemnării sitului se află mai multe specii protejate:
- plante (4): Aconitum napellus subsp. corsicum, Buxbaumia viridis, Euphrasia genargentea, Herniaria litardierei
- amfibieni (2): Discoglossus montalentii, Discoglossus sardus
- mamifere (6): liliac cârn (Barbastella barbastellus), Cervus elaphus corsicanus, liliac cărămiziu (Myotis emarginatus), Ovis gmelini musimon, liliacul mare cu potcoavă (Rhinolophus ferrumequinum), liliacul mic cu potcoavă (Rhinolophus hipposideros)
- nevertebrate (3): croitorul mare al stejarului (Cerambyx cerdo), Papilio hospiton, Rosalia alpina
- pești (1): salmo cettii (Salmo cetti)

Pe lângă speciile protejate, pe teritoriul sitului au mai fost identificate 5 specii de plante, 2 specii de amfibieni, 11 specii de mamifere, 1 specie de reptile.